# Марюла, Жакоб Франсуа
Жакоб Франсуа Марола (фр. Jacob François Marola; 6 ноября 1769 — 10 июня 1842) — французский военный деятель, дивизионный генерал (1809 год), барон (1808 год), участник революционных и наполеоновских войн.
Имя генерала выбито на Триумфальной арке в Париже.

## Биография
Родился в семье гусара Франсуа Марюла (фр. François Claude Marulaz; 1740—1822) и его супруги Марии Шулер (фр. Marie Barbe Schuler; 1748—1819).
16 сентября 1778 года был принят «сыном полка» в гусарский полк Эстерхази (с 1 января 1791 года - 3-й гусарский полк), в котором служил его отец. 1 ноября 1784 года был официально зачислен на службу.
С началом революционных войн отличился в сражении 20 сентября 1792 года при Вальми. 1 октября 1792 года в звании лейтенанта был зачислен в Корпус разведчиков (будущий 8-й гусарский полк), и служил в составе Северной армии. В 1793 году переведён в Западную армию и принимал участие в боевых действиях в Вандее. 1 марта 1793 года произведён в капитаны и возглавил роту в 8-м гусарском. 1 августа 1793 года был назначен адъютантом генерала Саломона. В августе 1793 года отличился при разоружении повстанцев, запершихся в Понторсоне. В сентябре 1793 года Марюла был ранен картечью в левое бедро в сражении при Лавале. Затем отличился при захвате Анже 3 и 4 декабря 1793 года, а через несколько дней разгромил штаб-квартиру мятежников в Блене.
В 1794 году возвратился в Северную армию, где сражался под командой генералов Пишегрю и Вандама. 30 апреля 1794 года был ранен саблей в правую щёку в бою под Мененом. 7 мая 1794 года стал командиром эскадрона. 18 мая 1794 года отличился в сражении при Бусбеке, где был несколько раз ранен и потерял лошадь, убитую под ним, при захвате неприятельских окопов. В сражении 15 сентября 1794 года при Бокстеле во главе 30 гусар атаковал и опрокинул два гессенских батальона численностью 1500 штыков, причём пленил 500 человек, за что он и его люди были удостоены благодарности Конвента. 22 октября 1794 года неприятель, форсировав позиции Майнца, переправился через Рейн у Оппенхайма; проинформированный об этом движении, командир эскадрона Марюла отправился в этот город, захватил его и смог удержать, дав время французской пехоте подойти и присоединиться к нему, чтобы остановить слишком быстрый марш австрийцев, желавших отрезать отступление войскам, которых они оттеснили от Майнца.
Призванный командовать авангардом, он сохранил за собой важный пост Гондаплау, несмотря на все усилия противника. Генерал Дезе наконец приказывает отступить и выражает командиру Марюле всё своё удовлетворение за службу, которую он только что оказал армии.
С 1795 года служил в Рейнской армии под командой генералов Бопюи и Моро. 24 октября 1795 года получил вывих ноги после падения лошади, которая только что погибла под ним. 4 сентября 1796 года он помогает освободить войска, оказавшиеся в окружении у Имменштадта и Кемптена. 25 октября 1796 года храбро прикрывал отступлении при Юнингене и был ранен пулей в правую руку.
С 1798 года служил в Гельветической армии. 2 марта 1798 года с 8-м гусарским отличился при захвате Берна. 23 декабря 1798 года произведён в полковники, и возглавил 8-й гусарский полк. 4-8 июня 1799 года творил чудеса в сражении при Цюрихе. 15 июня 1799 года войдя во вражеский лагерь, посеял там ужас и смерть и взял в плен 400 человек, но был тяжело ранен пятью выстрелами в грудь. Одна из пуль прошла через его тело насквозь, сломав ему два ребра. Вернувшись в строй, 6 октября 1799 года дрался с казаками. В конце 1799 года был переведён в Рейнскую армию.
19 февраля 1800 года женился в Везуле на Антуанетте Фруадо (фр. Antoinette Marguerite Sophie Froidot; 1779—1861), в браке с которой у него родились восемь детей.
1 мая 1800 года захватил 800 пленных при переправе через Рейн. 3 мая 1800 года отличился в сражении при Штоккахе, где захватил 2000 пленных, 500 лошадей и 8 орудий. 19 июня 1800 года сражался при Хёхштадте, затем захватил в плен 1200 баварцев при Индельфингене. 3 декабря 1800 года сражался при Гогенлиндене. 12 декабря 1800 года заставил врага спешно переправиться через Зальцу, нанеся ему значительные потери. 14 мая 1800 года перед Зальцбургом Марюла проявил превосходящую всякую похвалу храбрость в бою, продолжавшемся девять часов.
22 марта 1801 года за свои действия был награждён Первым консулом почётной саблей. С 1803 года по 1805 год служил в Булоне в рядах Армии Берегов Океана.
1 февраля 1805 года произведён в бригадные генералы. 12 марта 1805 года стал командующим департамента Верхняя Сона. 24 сентября 1805 года возглавил бригаду лёгкой кавалерии в 3-м резервном корпусе маршала Келлермана. 6 июня 1806 года был переведён в 6-й военный округ.
5 октября 1806 года, с началом Прусской кампании, вопреки пожеланиям родных, отбыл в распоряжение Императора, и 18 октября был назначен командиром 1-й бригады 2-й дивизии тяжёлой кавалерии вместо умершего генерала Вердьера. 5 декабря 1806 года сменил кирасир на более привычных для него конных егерей, и возглавил бригаду лёгкой кавалерии 3-го корпуса маршала Даву. 23 декабря сражался при Чарново. 26 декабря был ранен в сражении при Голымине. 4 января 1807 года занял Остроленку, где захватил 200 пленных. 6 февраля взял ещё 700 пленных и три орудия. 7-8 февраля 1807 года отличился в сражении при Эйлау. 9 февраля у Домнау захватил 300 пруссаков и большое количество багажа, продовольствия и боеприпасов. 17 июня атаковал тылы врага у Лабиау, и захватил до 5000 пленных.
После заключения Тильзитского мира из-за проблем со здоровьем получил четыре месяца отпуска и 1 октября 1807 года отбыл во Францию. 4 февраля 1808 года стал командующим департамента Верхняя Сона в 10-м военном округе. 17 марта 1808 года получил дотацию в 10 000 франков с Вестфальского королевства.
6 марта 1809 года назначен командующим маршевых кавалерийских полков 5-го военного округа в Страсбурге. 4 апреля Марюла возглавил кавалерию 4-го корпуса Армии Германии (3-й, 14-й, 19-й и 23-й конно-егерские полки), с которой принял участие в Австрийской кампании. В ходе всей кампании захватил более 6000 пленных. Сражался 21-22 апреля при Ландсхуте, 24 апреля при Ноймаркте, 3 мая при Эбельсберге. 10 мая вступил в Вену. 22 мая 1809 года при Асперне дрался под началом Массена, затем получил приказ идти на помощь Ланну в Эсслинг, где и был ранен пулей в правое бедро, но не оставил руководство своей кавалерией, и под конец дня отвёл егерей на остров Лобау. 5 июля переправился через Дунай вслед за дивизией Лассаля, на следующий день при Ваграме участвовал в атаке вместе с силами Лассаля. После гибели полковника 8-го гусарского Лаборда, обращается к своим бывшим подчинённым: «Гусары 8-го, я командовал вами в течение тринадцати лет. Мое имя вам известно. Вот враг, я надеюсь, что вы покажите мне вашу былую отвагу». Воодушевлённые данной речью, гусары 8-го, а также последовавшие за ними другие полки яростно атаковали и изрубили австрийских улан, захватили 11 неприятельских орудий, однако сам Марюла в ходе этой атаки был тяжело ранен пулей в бедро.
12 июля 1809 года Марюла был произведён в дивизионные генералы, и заменил убитого генерала Лассаля на посту командира дивизии, но новые и старые раны не позволили ему долго оставаться в данной должности. 15 августа 1809 года получил новую дотацию в 10 000 франков с Вестфалии. 24 сентября 1809 года он получил административную должность, и был назначен командующим 6-го военного округа в Безансоне.
При первой реставрации Бурбонов назначен 20 июня 1814 года генеральным инспектором кавалерии 21-го военного округа. С 15 января 1815 года служил в 18-м военном округе. Во время «Ста дней» присоединился к Императору и с 11 апреля 1815 года командовал 6-м военным округом, отличился при обороне Безансона от австрийцев. После второй реставрации определён 21 июля 1815 года в резерв и 6 декабря 1815 года вышел в отставку. С 1816 по 1831 годы занимал пост мэра Филена. 17 сентября 1817 года был вынужден вновь получить французское гражданство. По законом того времени гражданство определялось по месту рождения, а Марюла был рождён в приграничном городе, который после Реставрации Бурбонов оказался за пределами Франции. Таким же образом «утратил французское гражданство» и маршал Ней, но он отказался воспользоваться этим, чтобы избежать расстрела. Для Марюла, военачальника-ветерана, всю свою жизнь проливавшего кровь за Францию, бюрократическая процедура «получения гражданства» являлась оскорблением.
Умер от инсульта 10 июня 1842 года в Филене в возрасте 72 лет. За годы службы генерал Марюла был ранен 19 раз, под ним были убиты 26 лошадей.

## Воинские звания
- Гусар (1 ноября 1784 года);
- Бригадир-фурьер (1 января 1791 года);
- Вахмистр (25 июня 1792 года);
- Лейтенант (1 октября 1792 года);
- Капитан (1 марта 1793 года);
- Командир эскадрона (7 мая 1794 года, утверждён 26 февраля 1795 года);
- Полковник (23 декабря 1798 года);
- Бригадный генерал (1 февраля 1805 года);
- Дивизионный генерал (12 июля 1809 года).

## Титулы
- Барон Марюла и Империи (фр. baron Marulaz et de l'Empire; декрет от 19 марта 1808 года, патент подтверждён 7 декабря 1808 года в Байонне)[2][3].

## Награды
- Почётная сабля (22 марта 1801 года)

 Легионер ордена Почётного легиона (24 сентября 1803 года)
 Коммандан ордена Почётного легиона (14 июня 1804 года)
 Командор баденского ордена Военных заслуг Карла Фридриха (1809 год)
 Командор гессенского ордена Людвига (3 августа 1809 года)
 Кавалер военного ордена Святого Людовика (19 июля 1814 года)